# Morris Travers
Morris William Travers o simplemente Morris Travers (Kensington, Londres, Inglaterra, Reino Unido, 24 de enero de 1872 - Stroud, Gloucestershire, Inglaterra, Reino Unido, 25 de agosto de 1961) fue un químico británico, conocido por ser descubridor del xenón, el neón y el kriptón junto al también químico británico William Ramsay.
Travers estudió en el University College de Londres, donde empezó a trabajar con William Ramsay. En 1906 viajó a Bangalore como director del nuevo Indian Institute of Science, pero volvió a Gran Bretaña cuando estalló la Primera Guerra Mundial, donde dirigió la fabricación de vidrio en Duroglass Limited. En 1920 trabajó con hornos de alta temperatura y la tecnología de combustibles, incluyendo la gasificación del carbón. 
Entre 1894 y 1908, Ramsay identificó los que fueron llamados gases nobles o inertes: kriptón, xenón y radón. Travers ayudó a Ramsay a determinar las características de los nuevos gases nuevamente descubiertos, el argón y el helio. También calentaron minerales y meteoritos en la búsqueda de otros gases, pero no encontraron ninguno.
En 1898 obtuvieron una gran cantidad de aire líquido y la sometieron a destilación fraccionada. El análisis espectral de la fracción menos volátil reveló la presencia del kriptón. Examinaron la fracción de un componente del argón en el punto más bajo de ebullición, encontrando el neón. Finalmente fue descubierto el xenón mediante espectroscopia, siendo menos volátil que el kriptón. Travers continuó su investigación en criogenia e hizo las primeras medidas exactas de la temperatura de gases líquidos. También ayudó a construir varias plantas experimentales de aire líquido en Europa.
- Datos: Q380209